# 飯田道朗
飯田 道朗（いいだ みちろう、1952年6月19日 - ）は、日本の俳優、声優である。東京都出身。現在はフリー。旧芸名は飯田 道郎。

## 人物
以前は東京俳優生活協同組合、シグマ・セブン、マック・ミックに所属していた。
主に特撮をメインに活動しており、『宇宙刑事ギャバン』のハンターキラー役や、『科学戦隊ダイナマン』のダークナイトの声、『電撃戦隊チェンジマン』のシーマの声、『超人機メタルダー』の吹き替え・顔出しなど、俳優・声優の両面で知られている。

## 出演

### 俳優

#### テレビドラマ
- ザ・ハングマン 第26話「コンピューター死刑執行人登場」（1981年、朝日放送） - 整形前の加納良次[3]
- 太陽戦隊サンバルカン 第44話「大脱走・ヘリ爆破」（1981年、テレビ朝日） - 山根淳一
- 宇宙刑事ギャバン（1982 - 1983年、テレビ朝日） - ハンターキラー
- 特捜最前線 第319話「一億円と消えた父!」（1983年、テレビ朝日） - レポーター
- 事件記者チャボ! 第14話「出た! 助けて、おばあちゃん…」（1984年、NTV） - カメラマン
- 六本木ダンディー おみやさん 第6話「少女をワイセツ行為にハメた殺人事件」（1987年、朝日放送）
- 超人機メタルダー 第35話「帝王・ネロスの正体は?」（1987年、テレビ朝日） - 村木國夫

### 声優

#### 特撮
- 科学戦隊ダイナマン（ダークナイト）
- 勝手に!カミタマン（お内裏様）
- 電撃戦隊チェンジマン（副官シーマ、宇宙獣士ズーネ）
- 超人機メタルダー（メタルダー[4]、激闘士ゲバローズ、暴魂アグミス2号）
- 世界忍者戦ジライヤ（火忍チャンカンフーの息子）
- 超獣戦隊ライブマン（タイムヅノー）

#### 映画
- 劇場版 電撃戦隊チェンジマン（副官シーマ）
- 劇場版 電撃戦隊チェンジマン シャトルベース!危機一髪!（副官シーマ）
- 劇場版 超人機メタルダー（剣流星 / メタルダー）

#### テレビアニメ
- シティーハンター（1987年） - 男B

#### OVA
- 銀河英雄伝説（1992年） - ウェルナー・アルトリンゲン

#### ゲーム
- スーパーヒーロー作戦（1999年） - メタルダー
- 宇宙刑事魂（2006年） - ハンターキラー/バリオゼクター
- ロードス島戦記オンライン（2016年） - エルム

#### ナレーション
- 白い巨塔 (1978年のテレビドラマ)※再放送ダイジェスト版
- シルクロード紀行
- 地域発映像だより
- チャーリーズマーメイド
- まちむらNOW
- 21世紀町づくりアワー
- DAIWAアメリカンシーン

### その他
- こどもにんぎょう劇場
  - 「三びきのやぎのがらがらどん」（がらがらどん・中）
  - 「ごんぎつね」
- 美の巨人たち（番組内で放映されたドラマの吹き替え）